# Movimento Patriottico Libero
Il Movimento Patriottico Libero (in arabo التيار الوطني الحر, at-Tayyār al-Waṭanī al-Horr) è un partito politico libanese fondato nel 2005 dall'ex generale Michel Aoun.

## Storia
Il generale Michel Aoun (ʿAwn), Presidente della Repubblica libanese dal 22 settembre 1988 al 13 ottobre 1990, viene costretto dall'esercito siriano a fuggire in esilio a Parigi. È dalla capitale francese che il 18 febbraio 1996 fonda, nel Palais des Congrès, il movimento di resistenza contro l'occupazione siriana, detto "Movimento patriottico libero".
Tornato nel maggio del 2005, Aoun trasforma il movimento in partito politico, critica la rivoluzione del Cedro antisiriana, e si presenta alle elezioni del giugno 2005. Il partito si presenta con la coalizione "Blocco per il Cambiamento e la Riforma" che ottiene 21 seggi su 128, ma elegge in parlamento 14 membri del Partito.
Si oppone alla maggioranza parlamentare antisiriana che regge l'esecutivo guidato da Fouad Siniora.
Il 3 dicembre 2008, Michel Aoun effettua una visita ufficiale in Siria dove viene ricevuto dal presidente Bashar al-Asad. Durante la conferenza stampa, tenutasi il giorno stesso, Aoun dichiara che vuole costruire il futuro insieme alla Siria e lasciarsi il passato alle spalle. Nel 2008 il suo partito entra al governo con 5 ministri.
Così nelle elezioni del 2009, il partito fa parte della coalizione "Alleanza 8 marzo" insieme con gli sciiti Amal (13 seggi), Hezbollah (12 seggi) che perde le elezioni. Il partito ottiene comunque 19 seggi, divenendo il principale partito della comunità cristiana, ed entra nel 2011 nel governo di unità nazionale.
Nel corso del 2010 rafforza i suoi legami con Hezbollah, a cui non fa mancare sostegno politico e morale durante la querelle riguardante il Tribunale Speciale per il Libano, che denuncia come lo strumento dell'influenza USA ed israeliana. Rinsaldati anche i legami con il partito (ex-milizia) Marada, guidato da Suleiman Frangieh, un altro leader maronita critico con le Falangi dei Gemayel e le Forze Libanesi di Geagea, schierati invece con la coalizione "Alleanza del 14 marzo" antisiriana.
Nel febbraio 2014, entra nel governo di Tammam Salam con due ministri (Esteri e Pubblica istruzione).
Dall'agosto 2015, è stato designato segretario del partito il genero di Aoun Gebran Bassil.
Nel 2016, Aoun viene eletto presidente della Repubblica.